# Ćmielów
Ćmielów – miasto w powiecie ostrowieckim, w województwie świętokrzyskim. Siedziba władz miejsko-wiejskiej gminy Ćmielów. Według danych z 1 stycznia 2018 Ćmielów liczył 3014 mieszkańców.

## Położenie
Ćmielów położony jest na skraju Przedgórza Iłżeckiego i Wyżyny Sandomierskiej, około 10 kilometrów na wschód od Ostrowca Świętokrzyskiego, przy drodze wojewódzkiej nr 755.
Miasto leży na trasie  zielonego szlaku rowerowego im. Witolda Gombrowicza oraz  czerwonego szlaku rowerowego im. Mariana Raciborskiego.
Ćmielów usytuowany jest nad rzeką Kamienną, do której uchodzi tutaj rzeka Przepaść.

## Historia
Początki osadnictwa na terenie dzisiejszego Ćmielowa datuje się na okres późnego neolitu. Sprzyjały temu urodzajne ziemie lessowe prawobrzeżnej wyżyny i bezpośrednie sąsiedztwo lasów usytuowanych na lewym brzegu rzeki. Z przeprowadzonych badań archeologicznych wynika, iż na Gawrońcu (lokalna nazwa wzgórz położonych na krawędzi doliny rzeki Kamiennej) mieszkali ludzie, którzy zajmowali się między innymi wyrobem narzędzi kamiennych z krzemienia pasiastego wydobywanego w pobliskich Krzemionkach, gdzie znajdowała się duża kopalnia tego surowca. Narzędzia z krzemienia pasiastego wytwarzane na Gawrońcu, eksportowane były na tereny ówczesnej Europy.
W pierwszych wiekach naszej ery wzdłuż rzeki Kamiennej przebiegał rzymski szlak handlowy, który prowadził do świętokrzyskich dymarek, gdzie przetapiano rudy żelaza. Z powodu małej ilości źródeł historycznych i archeologicznych, trudno jest dzisiaj zrekonstruować najdawniejsze dzieje Ćmielowa i jego najbliższej okolicy, ale bezspornym faktem jest to, że dogodne warunki przyrodnicze skłaniały ludzi do osiedlania się w dolinie rzeki Kamiennej. Obok rolnictwa i wyrobu narzędzi krzemiennych, od najdawniejszych lat zajmowano się tu garncarstwem, a to dzięki pokładom gliny oraz lessu nadających się do wykonywania tego rzemiosła.

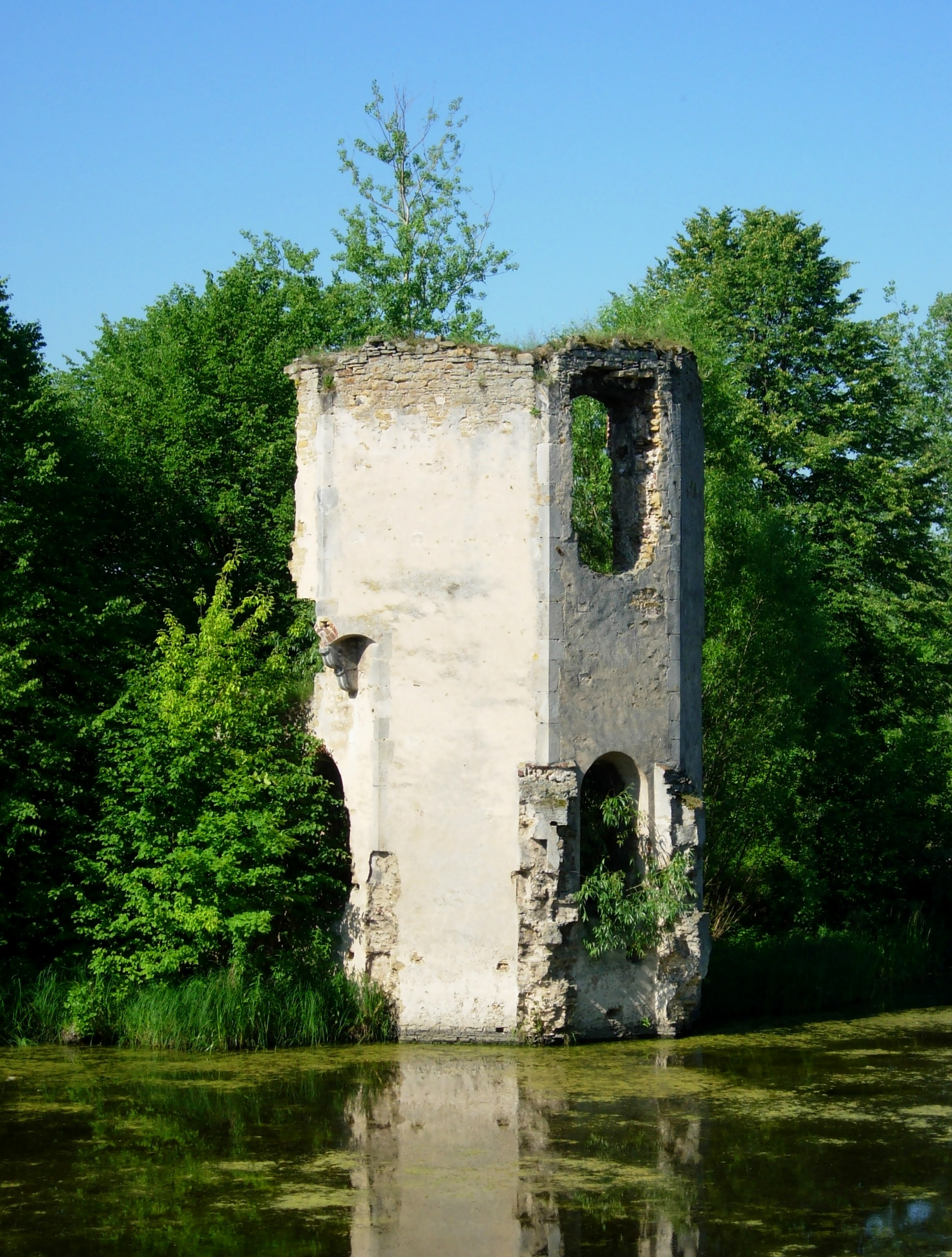
Ruiny zamku, fragment pozostałości właściwego zamku

Pierwsze historyczne wzmianki o Ćmielowie pochodzą z XIV wieku. Osada była pierwotnie własnością rodu Odrowążów. Już w XIII wieku był tu kościół. W 1388 roku bracia Marcin i Mikołaj z Baruchowa, herbu Doliwa, sprzedali zamek i wieś Gniewoszowi z Dalewic, a ten przekazał całe dobra ćmielowskie swojemu synowi, który tak jak ojciec nosił imię Gniewosz. W 1425 roku Ćmielów zakupił Jan z Podlodowa herbu Janina. Wartym wspomnienia jest, że w tym czasie obok położonej pod zamkiem wsi Ćmielów, istniała również wieś Szydłów, znajdująca się na miejscu obecnego kościoła parafialnego.
Koniec XV wieku to początek świetności wsi, a następnie miasta Ćmielów, które stało się własnością rodu Szydłowieckich. Córka Stanisława Szydłowieckiego, Katarzyna poprzez małżeństwo ze Stanisławem z Grocholic herbu Syrokomla w 1473 roku zwróciła uwagę swojej rodziny na włości położone w dolinie rzeki Kamiennej. Na początku XVI wieku podskarbi wielki koronny Jakub Szydłowiecki, brat Katarzyny rozpoczął akcję wykupu dóbr leżących nad Kamienną nabywając także włości ćmielowskie. Kolejnym krokiem Szydłowieckiego była rozbudowa istniejącego tam zamku oraz założenie na gruntach wsi Ćmielów i Szydłów miasta. Prawa miejskie nadane zostały Ćmielowowi na mocy przywileju lokacyjnego z 19 maja 1505 roku, wydanego w Radomiu przez króla Aleksandra Jagiellończyka.
Po śmierci Jakuba Szydłowieckiego w 1509 roku, Ćmielów przeszedł chwilowo w ręce przyrodniego brata Jakuba – Mikołaja, a następnie Krzysztofa Szydłowieckiego, kanclerza wielkiego koronnego właściciela pobliskiego Opatowa. To właśnie za jego rządów Ćmielów stał się prężnym miastem z piękną rezydencją magnacką na europejskim poziomie, powstałą z rozbudowania miejscowego zamku w latach 1519–1531. Po śmierci kanclerza, która nastąpiła w 1532 roku, dobra ćmielowskie odziedziczyła jego żona, Zofia z Targowiska, a po niej jej wnukowie. W wyniku podziałów majątkowych, spory rodzinne o miasto, zamek i inne włości między Tarnowskimi, Radziwiłłami a później Zborowskimi trwały kilkadziesiąt lat i dziś trudno precyzyjnie ustalić jak przebiegało dziedziczenie. 
Miasto w województwie sandomierskim było własnością Mikołaja Krzysztofa Radziwiłła w latach 1576–1578.
Sytuacja własnościowa ustabilizowała się dopiero w 1606 roku, kiedy dobra ćmielowskie przeszły w ręce Janusza Ostrogskiego. Przez cały niemal XVII wiek dziedziczyli jego potomkowie, a później spokrewnieni z nimi Zasławscy.

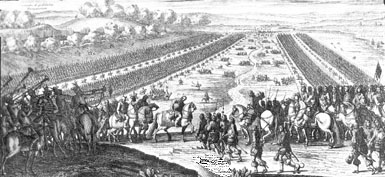
Rycina obrazująca spotkanie armii Jerzego II Rakoczego oraz Karola X Gustawa pod Ćmielowem, które rozpoczęło trzecią fazę „Potopu”

Kres świetności Ćmielowa położył potop szwedzki, w którego czasie miejscowy zamek był przez jakiś czas rezydencją księcia siedmiogrodzkiego. 12 kwietnia 1657 roku doszło pod Ćmielowem do spotkania armii Jerzego II Rakoczego oraz Karola X Gustawa. Połączone wojska rozpoczęły trzecią fazę potopu. Żołnierze nie oszczędzili również miasta i warowni paląc je oraz mordując znajdujące się tam rodziny szlacheckie, które w Ćmielowie schroniły się szukając azylu. W latach 1657 i 1702 miasto zostało dotkliwie zniszczone przez Szwedów.
W 1661 roku król Jan Kazimierz odnowił dawne przywileje na 7 jarmarków w ciągu roku. W 1578 roku pracowało w Ćmielowie 77 rzemieślników, 4 gorzelników i jeden smolarz.
W 1663 roku Ćmielów liczył tylko 373 mieszkańców w 44 domach.
W 1709 roku Ćmielów przeszedł w ręce Aleksandra Dominika Lubomirskiego, a w 1753 roku stał się własnością kanclerza wielkiego koronnego hrabiego Jana Małachowskiego. Kolejnym sukcesorem miasta i należących do niego dóbr został Jacek Małachowski, a po jego śmierci majątek dziedziczył syn Jan, a następnie jego siostra Franciszka, która w 1828 roku przekazała Ćmielów swoim dzieciom – Kazimierzowi i Annie. Ci zaś dwa lata później sprzedali miasto Teresie del Campo Scypionowej i jej szwagrowi Wojciechowi Pusłowskiemu. W 1845 roku hrabina stała się wyłączną właścicielką dóbr, a po jej śmierci w 1848 roku majątek odziedziczyła córka Maria. Następnie Ćmielów otrzymali w spadku jej synowie. W 1896 roku ćmielowskie włości należały do księcia Aleksandra Druckiego–Lubeckiego.

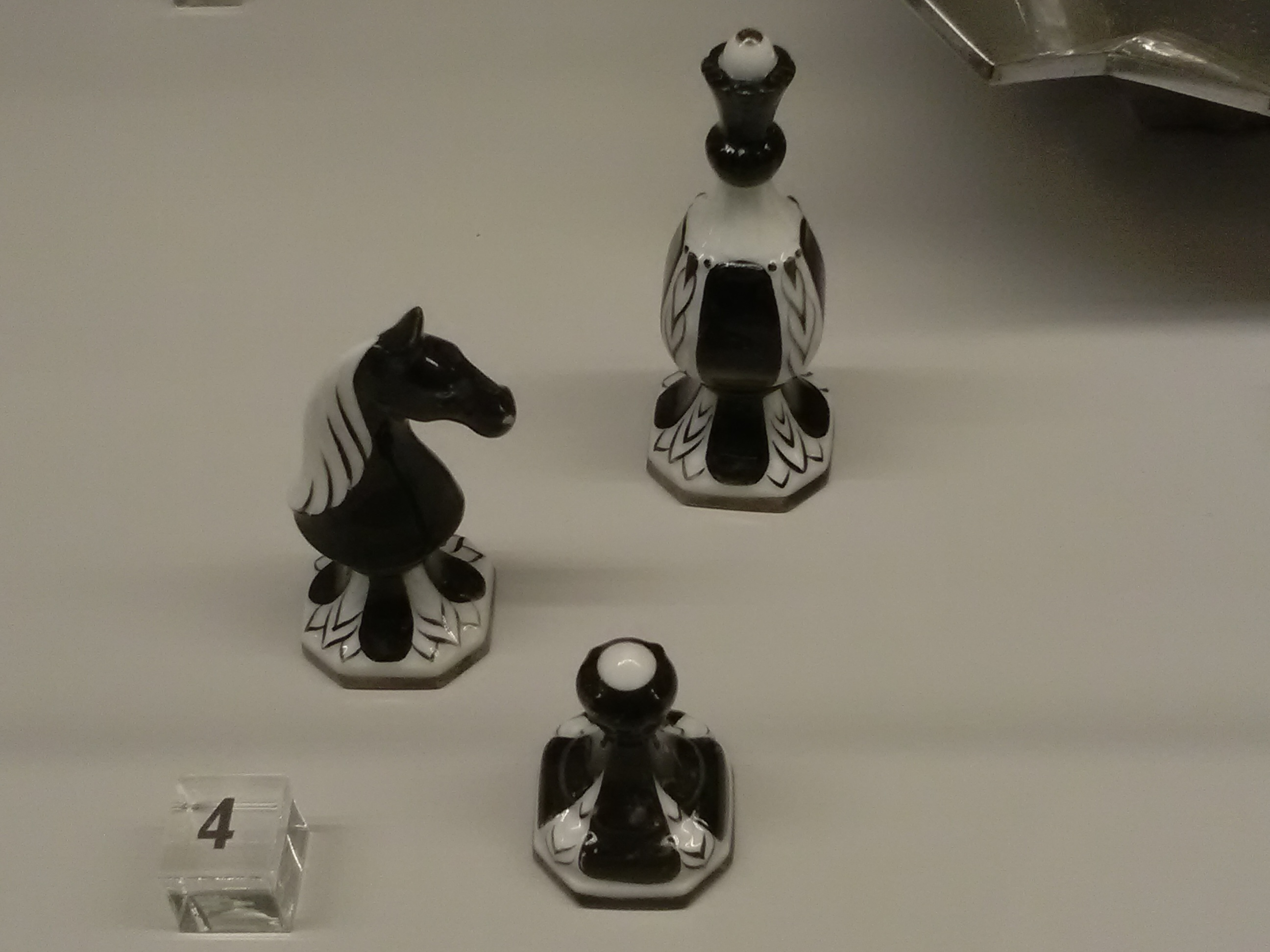
Przykłady wyrobów z porcelany z zakładów w Ćmielowie, lata 30. XX wieku (eksponaty Muzeum Sztuk Użytkowych w Poznaniu)

W XVIII wieku Ćmielów stał się ośrodkiem garncarstwa. W 1750 roku król August III Sas wydał miejscowym garncarzom przywilej sprzedaży swoich wyrobów na terenie całego kraju. Uprawnienie to w 1768 roku potwierdził król Stanisław August Poniatowski. Natomiast w roku 1804 lub – według innych źródeł – 1809 roku hrabia Jacek Małachowski założył tutaj fabrykę fajansu i porcelany
W 1827 roku Ćmielów liczył 154 domy i 1424 mieszkańców.
Miasto brało żywy udział w walkach wyzwoleńczych w okresie porozbiorowym. Podczas powstania listopadowego w 1830 roku mieszczanie zorganizowali własny oddział pod dowództwem Andrzeja Petelewicza.
Podczas powstania styczniowego w 1863 roku przywódcą ruchu w tej okolicy, był miejscowy proboszcz ks. Kacper Kotkowski. W Ćmielowie przebywał krótko jeden z przywódców powstania Marian Langiewicz. Po powstaniu w wyniku carskich represji w 1870 roku Ćmielów utracił prawa miejskie i siedzibę władz gminnych, które przeniesiono do pobliskich Krzczonowic.
W czasie Rewolucji 1905 roku Ćmielów znalazł się w granicach tzw. Republiki Ostrowieckiej.
W 1915 roku miasteczko zostało połączone linią kolejową z Ostrowcem Świętokrzyskim i Sandomierzem.
W 1932 roku Ćmielów został podłączony do sieci elektrycznej.
W czasie okupacji niemieckiej od lata do jesieni 1942 roku istniało tutaj getto, w którym przetrzymywanych było około 2 tysięcy Żydów. Po likwidacji getta w październiku 1942 roku ocalałych wywieziono do Treblinki.
18 marca 1943 roku oddział Gwardii Ludowej im. B. Głowackiego pod dowództwem Stefana Szymańskiego (ps. „Osa”, „Góral”) przeprowadził akcję rozbrojeniową w miejscowej niemieckiej szkole podoficerskiej w wyniku czego rozbrojono dwóch żandarmów.
31 grudnia 1959 roku do Ćmielowa włączono wsie Przepaść i Skała oraz kolonię Wióry-Przepaść.
W 1961 roku Ćmielów liczył 4001 mieszkańców.
W roku 1962 Ćmielów odzyskał prawa miejskie. W latach 1975–1998 miasto administracyjnie należało do woj. tarnobrzeskiego.

## Demografia

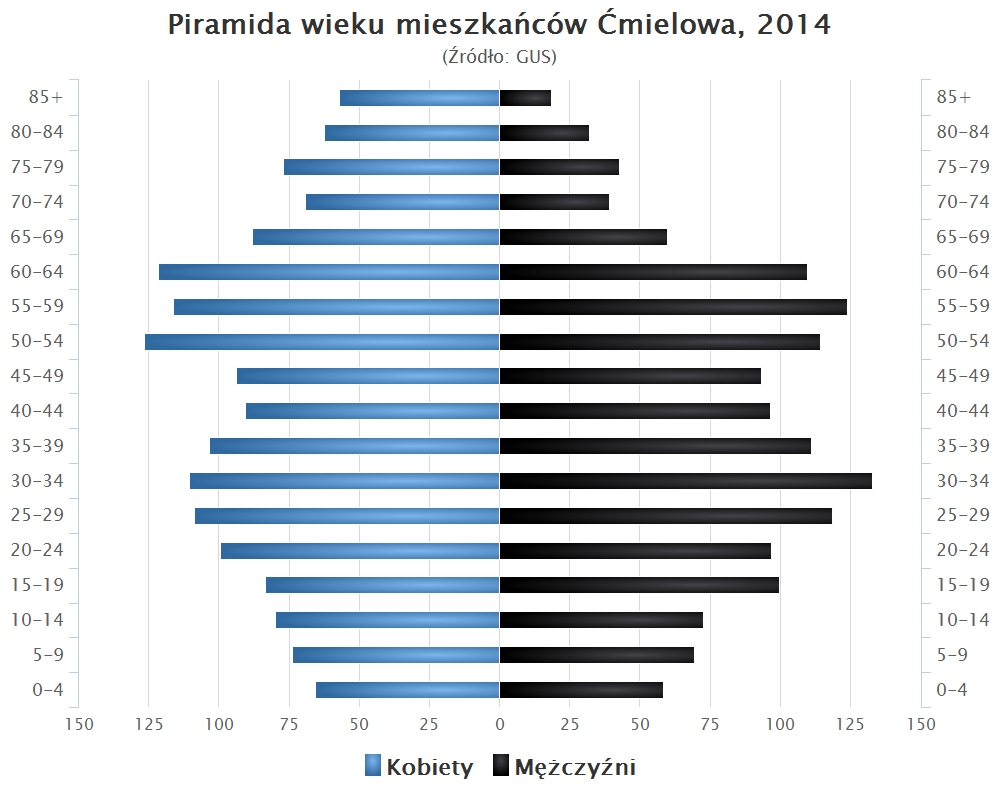
Piramida wieku mieszkańców Ćmielowa w 2014 roku

## Gospodarka
- Fabryka Porcelany AS Ćmielów[18][19]
- Zakłady Porcelany „Ćmielów” (Polska Grupa Porcelanowa)[20][21]

## Kultura

### Muzea i galerie
Żywe Muzeum Porcelany, prezentujące proces powstawania porcelany, a także jej zbiory od fajansów Małachowskiego począwszy na najnowszych wyrobach skończywszy.

## Zabytki

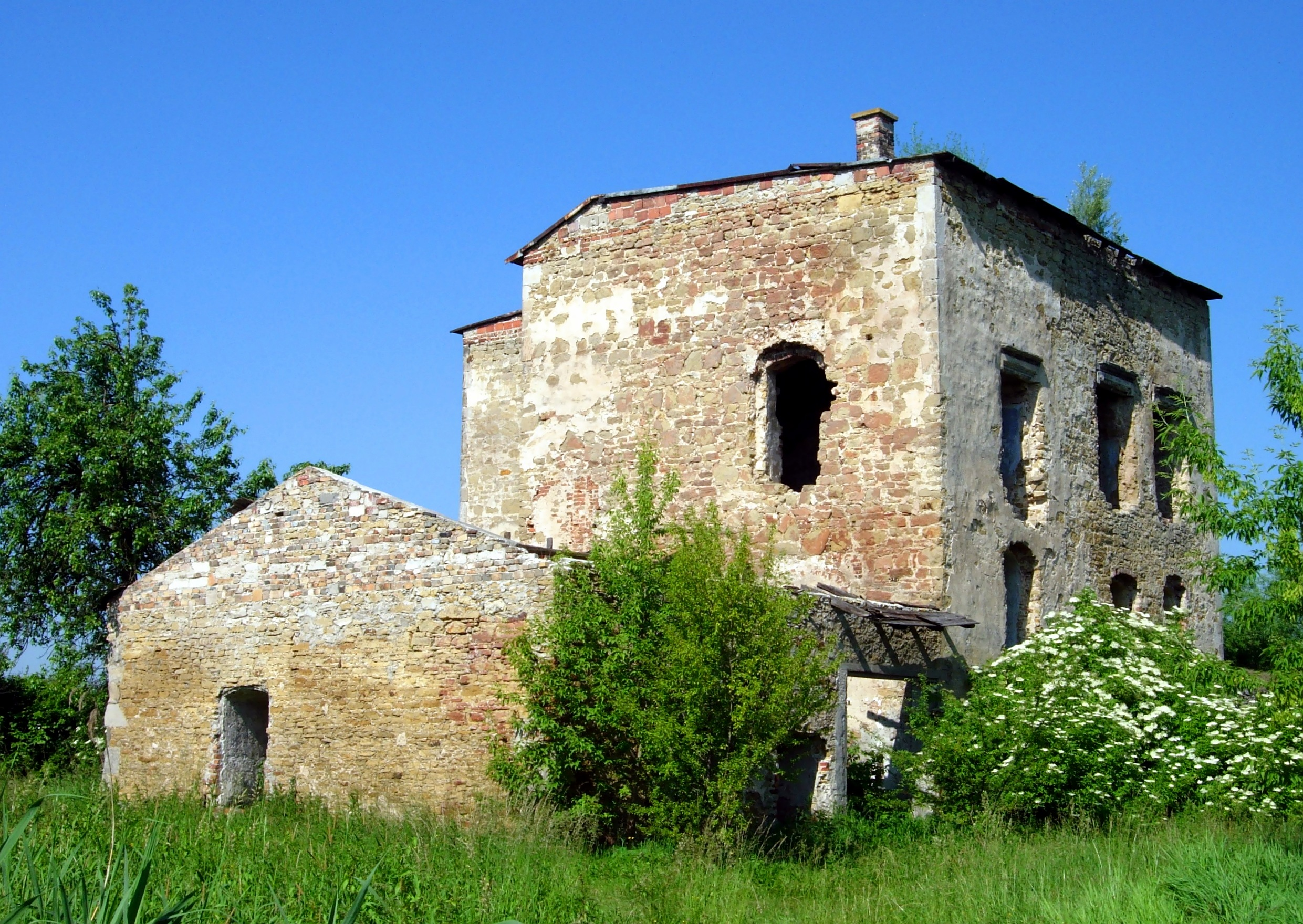
Ruiny zamku, przedzamcze

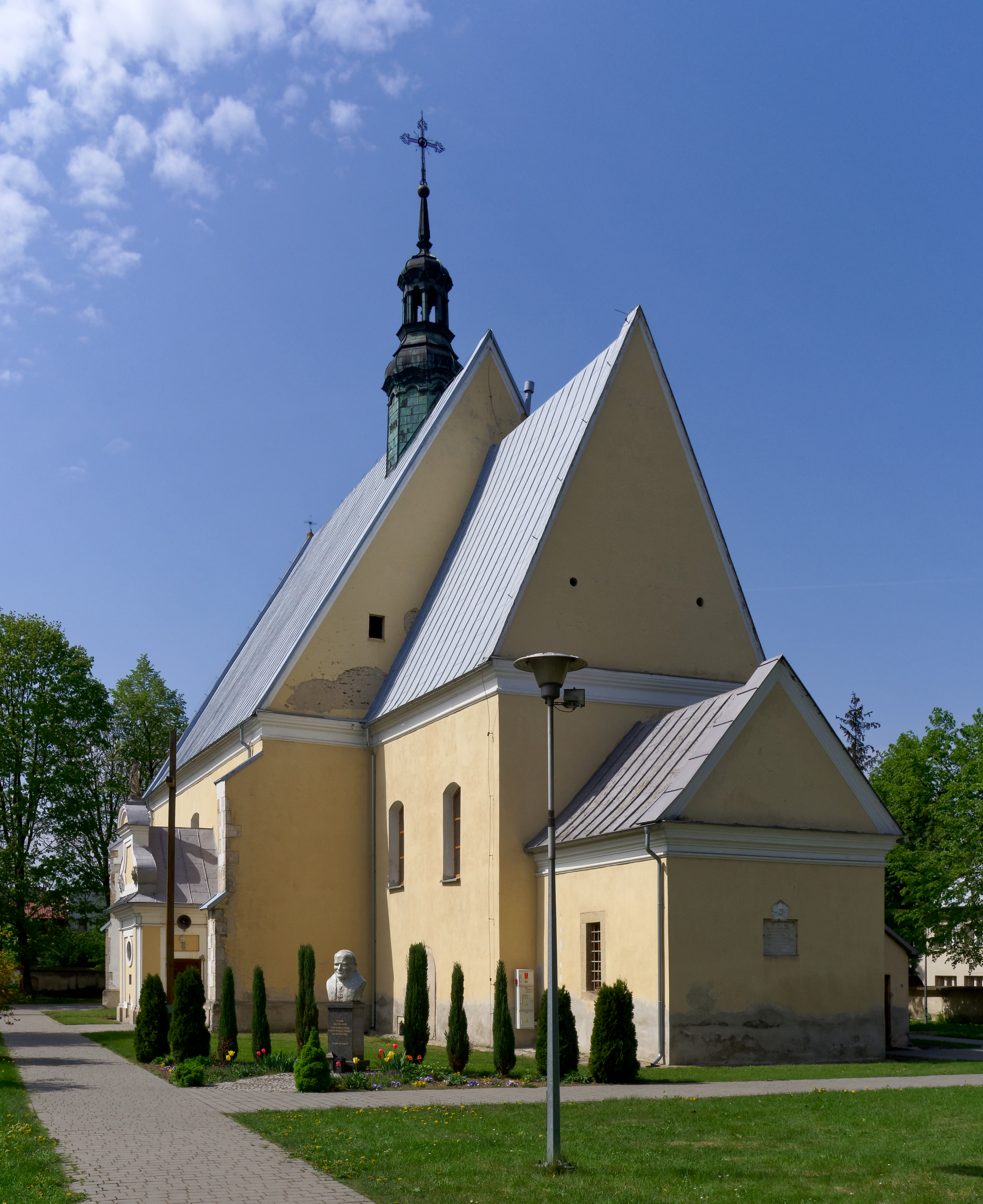
Kościół parafialny pw. Wniebowzięcia Najświętszej Maryi Panny

- Ruiny zamku nad Kamienną, wpisane do rejestru zabytków nieruchomych (nr rej.: A.600/1-5 z 4.12.1956, z 23.04.1967 i z 20.05.1977)[23].
- Kościół parafialny pw. Wniebowzięcia Najświętszej Maryi Panny, wybudowany na początku XIV wieku w stylu późnogotyckim, przebudowany w XVIII wieku w stylu barokowym, wyposażenie barokowe i rokokowe; (nr rej.: A.598/1-4 z 18.03.1957, z 28.10.1971 i z 20.05.1977)[23].
- Cmentarz parafialny (nr rej.: A.599 z 14.06.1988)[23].
- Figura świętego Floriana z 1704 roku na rynku, ufundowana przez małżeństwo Gajewskich. Odnowiona przez Bartłomieja i Małgorzatę Myśliwskich 4 maja 1906 roku. Najnowsza renowacja przeprowadzona została w roku 2011[24].
- Kapliczka przy ulicy Zamkowej z połowy XIX wieku. Według miejscowej tradycji, pod kapliczką pochowany jest powstaniec kościuszkowski, zabity przez żołnierzy rosyjskich. W okresie powstania styczniowego dawała ona schronienie powstańcom, natomiast w czasie rewolucji 1905 roku, była wykorzystywana przez bojowników PPS, którzy wykopali pod nią kryjówkę, do której wchodziło się przez odsunięcie płyt w posadzce. Oprócz przechowywanej tam broni, służyła za sypialnię[25]. Najnowsza renowacja przeprowadzona została w 2013 roku.
- Kapliczka z rzeźbą św. Jana Nepomucena na ulicy Opatowskiej (droga do Krzczonowic), odnowiona w 2008 roku po dokonanej kilka lat wcześniej dewastacji.
- Kaplica cmentarna Długoszewskich znajdująca się na cmentarzu parafialnym przy ulicy Zacisznej. Na zachodniej ścianie kaplicy znajduje się Krzyż Pamięci Narodowej, u stóp którego umieszczono porcelanowe tabliczki z nazwiskami poległych żołnierzy Armii Krajowej, a także Mariana Raciborskiego i ks. Kacpra Kotkowskiego[25].
- Pomnik Bojowników o Niepodległość w formie kolumny na ćmielowskim rynku. Wykonany został z bloków kamiennych. Odsłonięty w dwudziestą rocznicę odzyskania niepodległości przez Polskę, 11 listopada 1938 roku.

## Sport
W mieście działa klub piłki nożnej, Świt Ćmielów, założony w 1952 roku.

## Wspólnoty wyznaniowe
Kościół katolicki
- Parafia Wniebowzięcia Najświętszej Maryi Panny w Ćmielowie.

Świadkowie Jehowy
- zbór Ćmielów[26].

## Burmistrzowie Ćmielowa
- Szymon Heba (1990-1998)
- Jan Stachowicz (1998-2002)
- Jan Kuśmierz (2002-2018)
- Joanna Suska (2018-nadal)